# La parata delle stelle
La parata delle stelle (Thousands Cheer) è un film del 1943 diretto da George Sidney.